# Madame rêve
Pistes de Osez Joséphine
She Belongs to Me Nights in White Satin
Madame rêve est une chanson d'Alain Bashung sortie en 1991 sur l'album Osez Joséphine.

## Historique
Cette chanson est un des grands succès du chanteur. Si certains y voient une évocation de la masturbation féminine, l'auteur du texte, Pierre Grillet s'oppose à cette interprétation, défendant simplement l'évocation poétique d'une femme avec laquelle il a vécu, qu'il raconte en 2015 dans un livre intitulé lui aussi Madame rêve.
De l'aveu même de Bashung, la ligne mélodique aux pizzicati accompagnant le tempo lent, est inspirée d'un morceau du groupe Dead Can Dance, In the Wake of Adversity. Bashung a eu l'idée de cette chanson lors du tournage du film Rien que des mensonges, film français réalisé par Paule Muret, sorti en 1991, où il donne la réplique à Fanny Ardant. Elle fait partie de la B.O. du film, dont on retrouve d'ailleurs des extraits dans le clip vidéo de la chanson.

## Reconnaissance
La chanson est incluse dans une liste de 3 000 morceaux classiques du rock dans l'ouvrage La Discothèque parfaite de l'odyssée du rock de Gilles Verlant, qui y qualifie par ailleurs le morceau Madame rêve de l'un des « nouveaux classiques de son répertoire » à l'époque.

## Distinction
- Victoires de la musique 1993 : nomination pour la Victoire de la chanson